# Efecto apotropaico

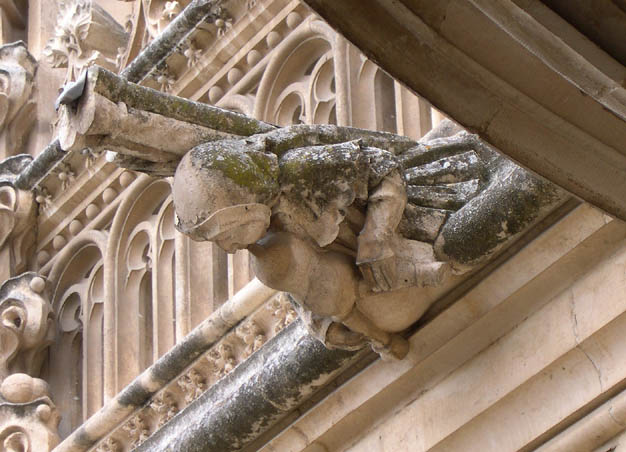
Gárgola apotropaica con forma de gaitero.
Monasterio de San Juan de los Reyes, Toledo.

 Efecto apotropaico es un término antropológico para describir un fenómeno cultural que se expresa como mecanismo de defensa mágico o sobrenatural evidenciado en determinados actos, rituales, objetos o frases formularias, consistente en alejar el mal o protegerse de él, de los malos espíritus o de una acción mágica maligna en particular, purificándose (catarsis) con este rito u objeto ritual.
El término deriva del verbo griego αποτρέπειν (apotrépein ‘alejarse’), ligado con la necesidad psicológica de hallar cierta seguridad ante lo incierto y desconocido, lo que suele relacionarse con lo peligroso y posiblemente dañino. Es común que en el orden lingüístico e idiomático esto se refleje mediante juegos de palabras, circunloquios, perífrasis o eufemismos, a fin de evitar ciertas palabras, especialmente las consideradas tabú.

## Origen
El instinto de conservación origina algunos actos instintivos que no tienen explicación racional aparente, como por ejemplo matar un insecto o una araña o rehuir determinadas situaciones. En el origen de los actos apotropaicos se encuentran rastros de esos impulsos instintivos fruto de la evolución y la selección natural.

## Antiguo Egipto

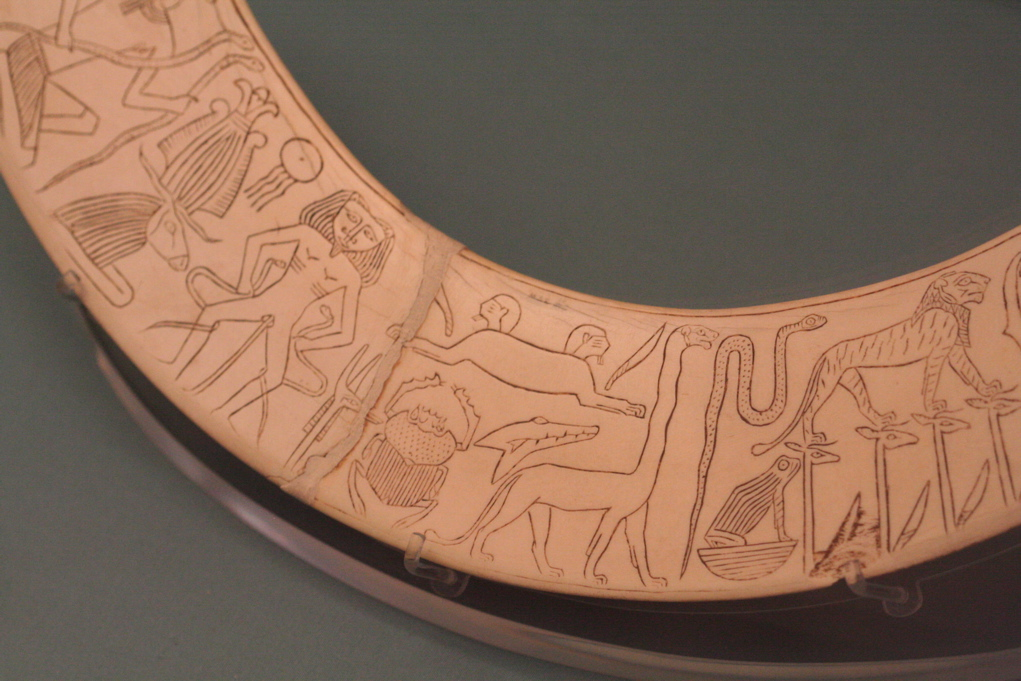
Banda apotropaica de marfil.

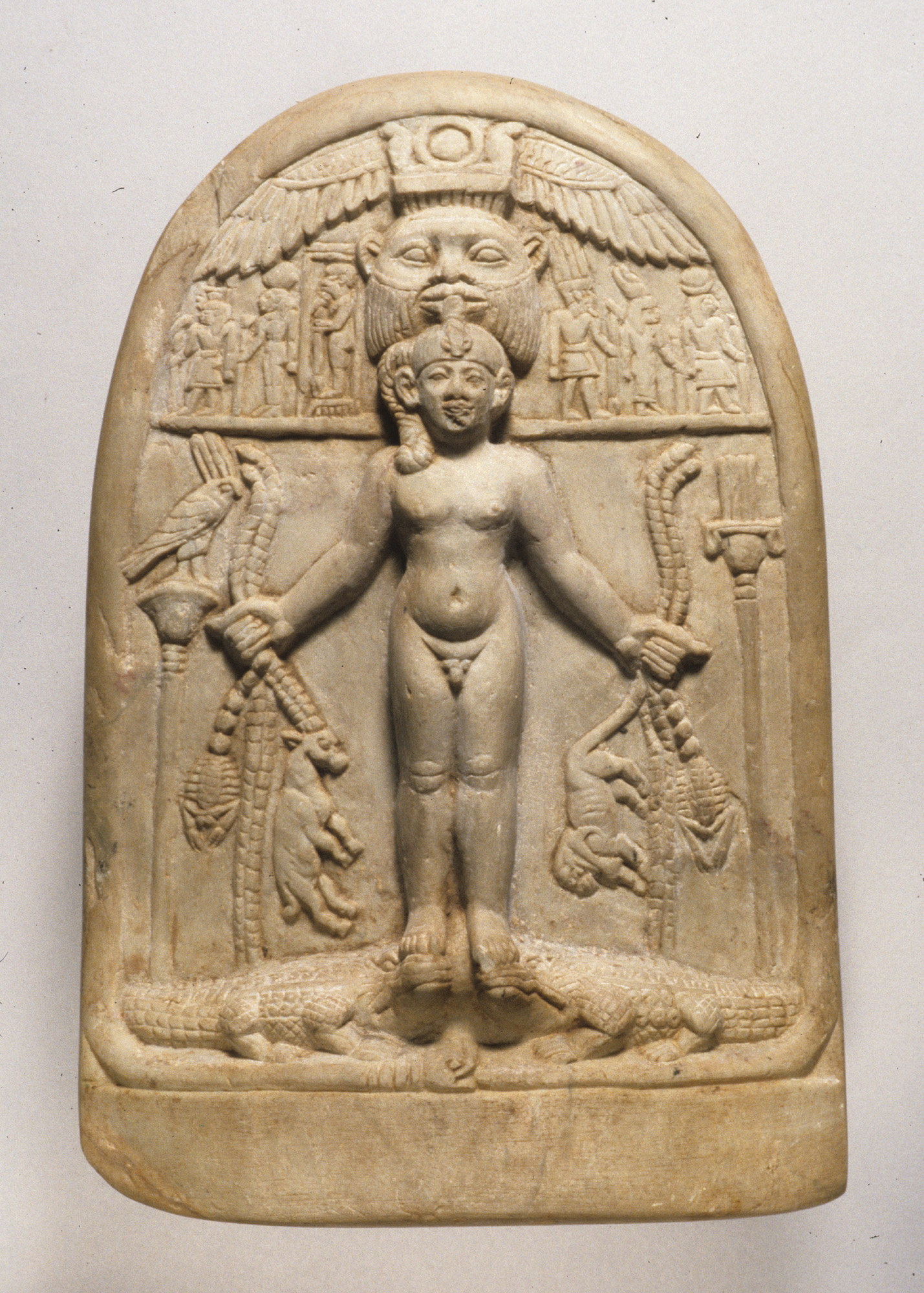
Estela mágica. Horus (Harpócrates) sobre los cocodrilos.

Los rituales mágicos apotropaicos se practicaban en todo el antiguo Oriente Próximo y en el Antiguo Egipto. Las deidades temibles fueron invocadas mediante rituales para proteger a las personas de los espíritus malignos. En el Antiguo Egipto, estos rituales realizados en el hogar (no en templos estatales) estaban encarnados por la deidad que personificaba la magia, Heka. Las dos deidades invocadas con más frecuencia en estos rituales eran la diosa hipopótamo de la fertilidad, Taueret, y el demonio león, Bes, que se desarrolló a partir del dios demonio enano apotropaico, Aha, que literalmente significa "luchador".
A menudo se usaban objetos en estos rituales para facilitar la comunicación con los dioses. Uno de los objetos mágicos más comúnmente encontrados, la banda apotropaica de marfil, ganó amplia popularidad en el Imperio Nuevo (alrededor de 1550-1069 a. C.). Estas bandas fueron utilizadas para proteger a las mujeres embarazadas y a los niños de las fuerzas malévolas, y eran adornadas con dibujos de deidades solares apotropaicas. Del mismo modo, se utizaba a menudo amuletos protectores con la imagen de dioses y diosas como Taueret. También se usaba con frecuencia el agua en los rituales, donde se empleaban los vasos de libación (una forma antigua del moderno brindis) en forma de Taueret para verter agua curativa sobre un individuo. En períodos mucho más tardíos (cuando Egipto cayó bajo los Ptolomeos griegos), la estela con el dios Horus se usó en rituales similares; se vertería agua sobre la estela y, después de ritualmente adquirir poderes curativos, se recogía en un recipiente para que la persona afligida pudiera beberla.

## Gestos, fórmulas, fetiches y rituales
Determinados gestos son considerados apotropaicos por la antropología cultural: hacer la higa (el gesto del dedo pulgar o medio entre los demás de la palma) para rechazar el mal de ojo, tocar madera, cruzar los dedos, decir "¡Jesús!" para rechazar el mal agüero de un estornudo (aun cuando esta exclamación se utiliza comúnmente como fórmula de cortesía cuando alguien estornuda), evitar determinados animales o números, etc. Los conjuros y ensalmos, o fórmulas como las que se pronuncian en los brindis o en las queimadas, así como ciertos objetos y fetiches, suelen ser considerados protectores, amuletos o talismanes, como la cruz de Caravaca, las medallas de San Benito, de San Cristóbal (para los viajes) y del arcángel San Miguel, el ojo apotropaico, el nazar, el trébol de cuatro hojas, la pata de conejo, la mano de Fátima, etc.
En las tumbas griegas del siglo VI a. C. abundan las esculturas de criaturas defensoras, como las sirenas y las esfinges. Expresiones eufemísticas como la que daban los griegos a las terribles deidades vengadoras denominadas Erinias ("Euménides", esto es, "Bienhechoras") tienen este origen, así como otras cristianizadoras como en la "Santa" Compaña. Los romanos cortaban las manos a los suicidas como acto apotropaico para defenderse del mal espíritu.

## Símbolos y arquitectura

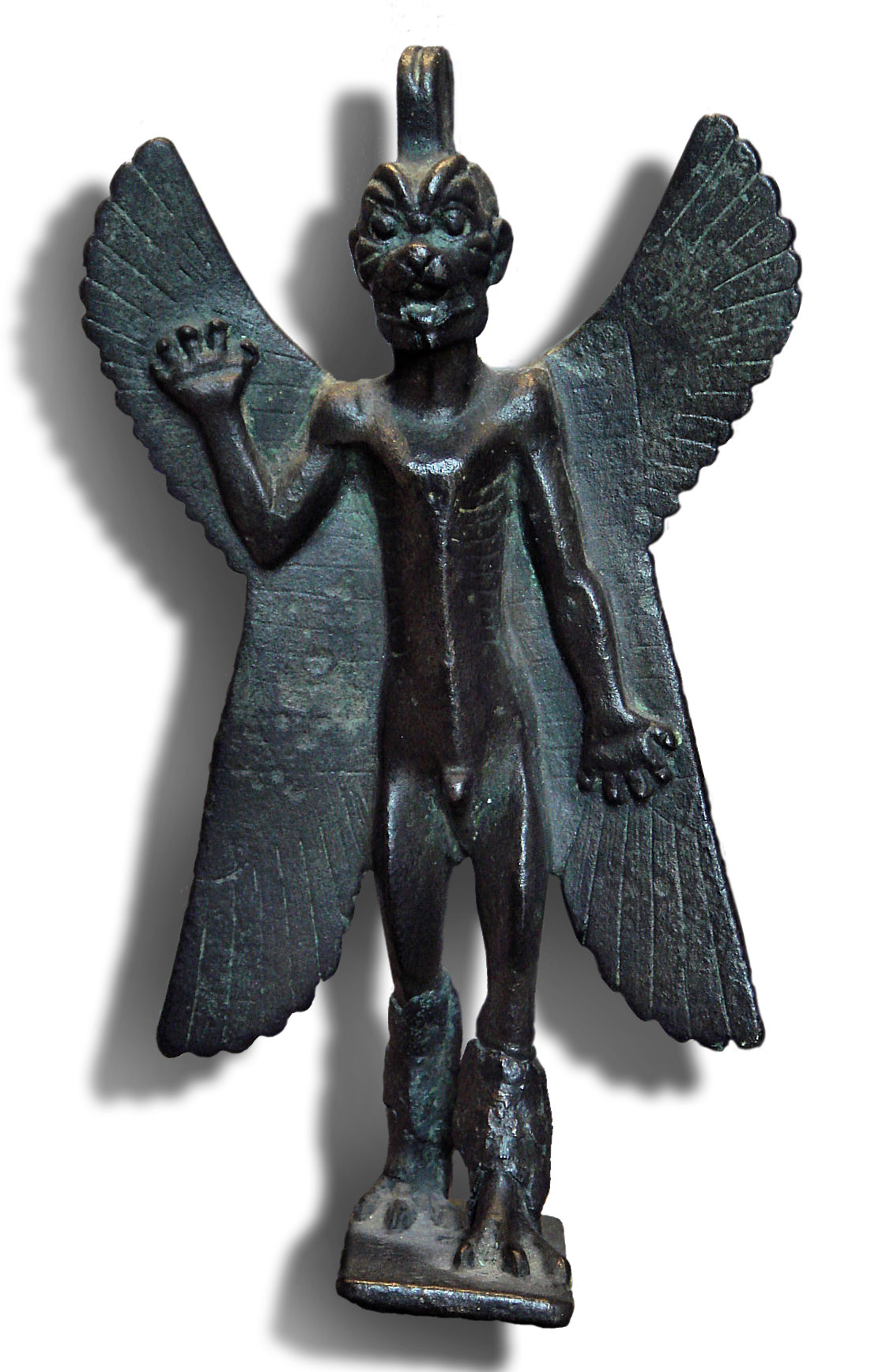
Pazuzu, demonio de la mitología mesopotámica que cumplía una función apotropaica como protector del hogar y de las mujeres embarazadas.

Los lammasus asirios, casi siempre en parejas, surgieron como elementos apotropaicos, a fin de proteger las puertas de sus ciudades o los palacios de sus monarcas. Su misión era infundir temor y respeto a los enemigos, así como a los espíritus maléficos. La cabeza de Medusa inscrita en el pecho de las corazas de la Antigüedad griega y, por imitación, en las de la romana; algunos símbolos de la arquitectura, como la cruz misma (que también se solía inscribir al principio de todo escrito en la Antigüedad por el mismo motivo propiciatorio), la flor de lis, la cabeza sin cuerpo y los ángeles cumplen una función protectora. Asimismo, las gárgolas tendrían el efecto apotropaico de defender la pureza del agua y de las fuentes, y los leones de los monumentos y las tumbas son defensores del personaje allí conmemorado o enterrado. Determinadas plantas como el laurel, y algunos árboles a la entrada de los templos y las casas, poseían, aparte de la función de dar sombra, la protectora, así como las herraduras clavadas en los umbrales o casapuertas de una vivienda. Los falos desenterrados por la arqueología poseen igualmente dicha función.

## Historia
Desde antiguo muchos autores han reprobado con criterios racionales estos actos, considerándolos un prejuicio cognitivo o superstición, como el doctor Gaspar Navarro en su Tribunal de superstición ladina, explorador del saber, astucia y poder del demonio: en que se condena lo que suele correr por bueno en hechizos, agueros, ensalmos, vanos saludadores, maleficios, conjuros, arte notoria, caualista, y paulina y semejantes acciones vulgares (Huesca: Pedro Blusón, 1631) y durante la Ilustración fue un lugar común el rechazar y criticar estas prácticas irracionales, contra las cuales, por ejemplo, escribió el padre Benito Jerónimo Feijoo no pocos ensayos.